# Expressionismus (Literatur)
Der Begriff Expressionismus wird aus den beiden lateinischen Wörtern „ex“ und „premere“ zusammengesetzt, die zunächst „ausdrücken“ bedeuten. Wenn man daher vom Expressionismus spricht, meint man eine „Ausdruckskunst“. Es werden also innerlich gesehene Wahrheiten und Erlebnisse dargestellt, nicht die Lichtreize, wie sie auf das Auge fallen.
Als Begriff wurde der Expressionismus 1911 von Kurt Hiller geprägt, der damit die Epoche von etwa 1905 bis etwa 1925 beschreibt, obwohl auch nach dem Zweiten Weltkrieg bedeutende Werke entstanden sind, die inhaltlich dem Expressionismus zuzuordnen sind. Die Epoche ist geprägt vom antibürgerlichen und antinationalistischen Denken vieler Intellektueller in der wilhelminischen Zeit und wendet sich stark subjektiven, existentiellen und gesellschaftsrelevanten Themen zu. Beispiele dafür sind politische Repressionen, die Großstadtproblematik während der sich noch entwickelnden Industrialisierung und gesellschaftliche Machtmechanismen (familiäres und gesellschaftliches Patriarchat, sexuelle Besessenheit).
Stilistisch sind expressionistische Schriften vielfältig, deshalb ist der Expressionismus als Epochenbegriff umstritten. Teilweise werden einige Werke von Heinrich Mann, Franz Kafka oder Arnolt Bronnen dem Expressionismus zugerechnet. Es bleibt aber als verbindendes Element ein ausgesprochenes „Wir-Gefühl“ in einem meist sozialkritischen Kontext.

## Hintergrund
Expressionistische Autoren lehnen sich gegen eine „Enthumanisierung“ durch die Industrialisierung auf und warnen vor einer Gesellschaft, die keine Rücksicht und Moral besitzt. Sie fühlen sich von der Anonymität der Großstadt und von Maschinen, die durch die sprunghaft wachsende Industrie allgegenwärtig sind, sowie durch die diktatorische Autorität der Großunternehmer bedroht und selbst zur Maschine degradiert. Dazu kommen die turbulente Außenpolitik nach dem Ersten Weltkrieg und der Vertrag von Versailles (1919) mit immensen Forderungen an die Weimarer Republik, den damit verbundenen wirtschaftlichen Problemen, die zu einer politischen Destabilisierung führten.
Eine Antwort darauf suchen Geisteswissenschaftler wie Henri Bergson (1859–1941), der zu beweisen suchte, nur die Intuition (die innere Anschauung, nicht der „zergliederte“ Verstand) könne das Wesentliche erfassen, oder als Nachfolger Oswald Spengler mit seinem Werk „Der Untergang des Abendlandes“. Friedrich Nietzsche fordert den neuen Menschen (den „Übermenschen“), der dem Neuen ungeachtet der Gefahren entgegengehen solle (Seiltänzer im Werk „Also sprach Zarathustra“).
Aktive Transzendierung der Wirklichkeit durch den „Geist der Utopie“ (Ernst Bloch), „Wesensschau“ (Edmund Husserl), Typisierung der dargestellten Personen, Ablehnung von Psychologie und Kausalitätsdenken, Aufwertungen elementarer Gefühle, Pathos und Aktion sind ständig wiederkehrende Stichworte in den zeitgenössischen Selbst- und Fremdbeschreibungen des Expressionismus. Ivan Goll schrieb – satirisch gemeint – 1921 in der typischen Diktion: „Also: Forderung. Manifest. Appell. Anklage. Beschwörung. Ekstase. Kampf. Der Mensch schreit. Wir sind. Einander. Pathos.“
Die junge Generation kritisierte die sozialen Missstände. Sie hatte, ähnlich dem Sturm und Drang, den festen Willen zur Erneuerung und kämpfte für geistige und schöpferische Freiheit. Die jungen Expressionisten hingegen versuchten neben diesen Zielen vor allem die Welt vor einem bevorstehenden Chaos zu retten. So entstanden düstere Visionen vom Weltende. Diese Gemütslage lässt sich unschwer im Gedicht „Aufbruch der Jugend“ von Ernst Wilhelm Lotz erkennen.

## Der Frühexpressionismus (bis 1914)
Die meisten kritischen Autoren sind Vertreter bürgerlich-gebildeter Schichten. Der Hintergrund dieses scheinbaren Paradoxons ist die erstarrte Bildung, d. h., es wurden Ideale gelehrt, die schon lange nicht mehr mit der Wirklichkeit übereinstimmten. Diese Widersprüche fielen der Jugend auf und verunsicherten ihre persönlichen Wertvorstellungen. So kam es, dass die Karriere verdrängt wurde und sich die neuen Künstler entweder als Verkünder einer neuen Zeit verstanden oder sie sich einfach nur von Konventionen befreien wollten.
Als erste Vertreter des Expressionismus gelten u. a. die Zeitschrift Der Sturm (1910–1932) von Herwarth Walden (darunter Beiträge von Walter Serner und Ferdinand Hardekopf), Der Brenner (1910–1954) von Ludwig von Ficker, Die Aktion (1911–1932) von Franz Pfemfert oder Jakob van Hoddis, der im Gedicht Weltende (1911) durch eine Sukzession (Abfolge) von Bildern die Dynamik und Zerrissenheit des Großstadtlebens beschreibt.
Der Expressionismus als experimentell orientierte Strömung kann als Reaktion einer jungen Generation auf die Wirren der Zeit, die Folgen der Industrialisierung und Urbanisierung zu Beginn des 20. Jahrhunderts gelesen werden. Die rasante Entwicklung der Verkehrs- und Kommunikationstechnologien, die zunehmende Verstädterung, das Leben in der Stadt, die von ihr ausgehende Reizüberflutung, deren Kurzlebigkeit und Fluktuation verursachen in der jungen Intelligenz ein Gefühl der Orientierungslosigkeit, der Ohnmacht, Isolation und Entfremdung. Gleichzeitig wird der Trott der Menschen, ihr alltägliches Leben im Rahmen einer konservativ-bürgerlichen Gesellschaft als bedrückend und einengend wahrgenommen. Diese Gefühle werden zum Ausgangspunkt einer neuen künstlerisch-literarischen Bewegung, die radikal mit der Wertorientierung der Väterwelt bricht, um in ihrem literarischen Schaffen das konservative Bürgertum zu provozieren und gegen es aufzubegehren.
Ein zentrales Thema expressionistischer Literatur ist deswegen der Aufbruch, der sich im Verkündigungspathos der Expressionisten widerspiegelt. Das Bewusstsein, sich von politischen, sozialen und ästhetischen Fesseln der Vergangenheit befreien zu müssen, war allen Vertretern dieser literarischen Strömung gemeinsam und äußerte sich in neuartigen Formen und Inhalten.
Auf den mit dem Leben in einer zunehmend urbanisierten und industrialisierten Gesellschaft verbundenen Empfindungen des Verlorenseins, des Ekels vor dem zur Bedeutungslosigkeit verkommenen Trott der Menschen, und der Angst vor der Abhängigkeit von einer fremden übermächtigen Welt beruht das Verlangen expressionistischer Lyriker, den Untergang dieser inhumanen Welt heraufzubeschwören (siehe Georg Heym: Der Gott der Stadt). Das Bewusstsein, am Ende einer Epoche zu stehen, ist als zentraler Aspekt der neuen Wirklichkeitswahrnehmung einzuordnen, und in einigen Fällen konkretisiert sich dieses allgemeine apokalyptische Bewusstsein in der Vorahnung eines kommenden Krieges (s. Heym: Der Krieg), der als Weg zum Umsturz der Verhältnisse, als Ausweg aus der Öde der Zeit gedeutet und entsprechend herbeigesehnt wurde. Damit ist auch die kollektive Euphorie der Expressionisten zu Beginn des Ersten Weltkriegs zu erklären, man hatte nun die Hoffnung, dass das Ende dieser als krank, öde und banal empfundenen Welt gekommen sei. Angesichts der verheerenden Entwicklung des in einem nie dagewesenen Grade technisierten Krieges wurde die anfängliche Euphorie jedoch bald von Ernüchterung, Grauen und Schrecken abgelöst (s. Trakl: Grodek).
Ein weiteres zentrales Motiv ist das der Großstadt, die als zentraler Wirkungsraum der expressionistischen Literaten gilt. Besonders Berlin rückt in den Fokus des Interesses und kann als Zentrum der expressionistischen Bewegung gedeutet werden. Die massiven, verwirrenden und fluktuierenden Reize der Großstadt, das als eng und bedrückend empfundene Leben in ihr und die Anonymität und Entfremdung als zentraler Aspekt zwischenmenschlicher Beziehungen werden verschieden verarbeitet, die Empfindungen der Angst, Nervosität und Hektik artikulieren sich in Bildern der Verdinglichung (s. Wolfenstein: Städter), mythologischer Projektion des Bedrohlichen (s. Heym: Der Gott der Stadt) oder einer sukzessiven Aneinanderreihung von Eindrücken im parataktischen Sprachmuster (s. Boldt: Auf der Terrasse des Café Josty).
Eng verbunden mit dem Motiv der Großstadt stellt sich der in vielen Gedichten zum Ausdruck kommende Wirklichkeitsverlust der Protagonisten dar. Durch die Vielzahl an Eindrücken, das Tempo der industriellen und urbanen Entwicklung und das dadurch vermittelte Gefühl der Entfremdung kommt es zu einer Dissoziation von Ich und Welt, das Wahrnehmungsganze zerfällt in eine Vielzahl von bedeutungslosen Einzelheiten, die das Lyrische Ich zu einem Ganzen nicht zusammenfügen, sondern nur bruchstückweise wiedergeben kann. Daraus ergeben sich disparate, zusammenhanglose Einzelbilder, parataktische Reihungen von Sätzen, assoziative Strukturen, die zum völligen Verlust des grammatischen Zusammenhalts führen können. Besonders bei August Stramm, dessen Gedichte oftmals wie eine sinn- und zusammenhangslose Aneinanderreihung von jeweils einzeln umbrochenen Wörtern wirken, wird der sich daraus ergebende Bruch mit den traditionellen Formen der Lyrik der vorangegangenen Jahrhunderte deutlich.
Dieser Bruch ist sicher Ausdruck des gesamten Bewusstseins, man wollte sich schon formal von den traditionellen, vorangegangenen Regeln und Gesetzen distanzieren. So gesehen ist das oftmals zu beobachtende parataktische Sprachmuster auch Ausdruck eines Bewusstseins des Sich-Lösens, des Bruchs mit der Väterwelt. Eine Ausnahme machen hier die Gedichte Heyms, der immer die formale Strenge in seinen Gedichten wahrt und viele als Sonett, die strengste Form lyrischer Ästhetik, verfasste. Umso heftiger kontrastiert der Inhalt des Gedichts mit seiner äußerlichen Form. Mit seinen apokalyptischen, messianisch wirkenden Texten kann Heym als Prototyp des expressionistischen Dichters gelten.
Den wohl radikalsten Bruch mit den Wert- und Moralvorstellungen der vorherigen Generation hat Gottfried Benn vollzogen. In seinen Morgue-Gedichten (z. B.: Mann und Frau gehen durch die Krebsbaracke) thematisiert er das Kranke, Hässliche und Abstoßende mit einer sprachlichen Präzision, die eine provozierende Wende gegen die bürgerlichen Geschmacksnormen darstellt. Der damit induzierte Schock und die Verfremdung sollen konventionelle Ästhetik- und Moralvorstellungen aufbrechen, genügen aber auch dem Anspruch, die ganze Wirklichkeit darzustellen. Die damit geschaffene „Ästhetik des Hässlichen“ stellt auch die Brücke zur Beschäftigung mit Tod und Zerfall dar. Der Zerfall ist ein weiteres zentrales Motiv, er ist auch die literarische Reaktion auf eine als erstarrt und todkrank eingeschätzte Gesellschaft, die dem expressionistischen Lyriker als zerfallend erscheint (s. Benn: Morgue-Gedichte, Heym: Ophelia).
Wie in den bisher genannten Motiven das Moment der Gesellschafts- und Zivilisationskritik immer eine Rolle spielt, so stellt auch die Beschäftigung der Expressionisten mit dem Wahnsinn, mit der Figur des Irren eine Wunschfantasie mit gesellschaftskritischer Komponente dar. Der Wahnsinnige wurde so als Kontrastfigur zum verachteten Bürger in seiner Saturiertheit und Normalität interpretiert, im Ausleben seiner Affekte zerschlägt der Irre die Normen und Werte des Bürgertums und nimmt so den Druck von den unter diesen Normen leidenden Menschen. So ist die Darstellung des Wahnsinns sicher Ausdruck einer Wunschphantasie, gleichzeitig ist sie jedoch realer Hinweis auf die leidende und bedrängte Figur des modernen Ichs in einer herzlosen, konservativ-bürgerlichen Welt (s. Heym: Die Irren; Huelsenbeck: Der Idiot).
Weitere Einflüsse kommen aus Barock, Romantik oder lyrisch z. B. durch Arthur Rimbaud hinzu. Poetische Werke waren durch Allegorie, Bildverdichtung und Typisierung gekennzeichnet.
Die Brücke zum Film schlägt Georg Kaiser mit dem ersten deutschen Großstadtdrama Von Morgens bis Mitternachts (1920, Verfilmung als kinematographischer Expressionismus 1920). Nach der Erzählung (in Prosa) kommen mit Bühne und Film zunehmend Einakter (z. B. von Oskar Kokoschka) und filmisch umgesetzte Dramaturgie im Stil der 20er und 30er Jahre zum Zug.

## Der Expressionismus zwischen dem Ersten Weltkrieg und 1925
Der Erste Weltkrieg verändert den Expressionismus. Vor Kriegsausbruch wird der Krieg in der Lyrik häufig als Motiv herangezogen, um die Überwindung des Bestehenden (zum Beispiel in Der Krieg von Georg Heym) und den Aufbruch zu Neuem (zum Beispiel in Der Aufbruch von Ernst Stadler) zu thematisieren. Nach Kriegsausbruch hingegen entstehen in Bezug auf das Kriegsmotiv fast ausschließlich Gedichte, die die Fronterfahrungen der Autoren widerspiegeln. Die Perspektive auf vertraute Umgebungen ändert sich radikal (zum Beispiel in Patrouille von August Stramm) und subjektive Erfahrungen werden nicht nur verarbeitet, sondern auch datiert (zum Beispiel in Grodek von Georg Trakl). Eine große Zahl von Autoren des Expressionismus stirbt im Ersten Weltkrieg.
Erst durch Fronterfahrungen und Elendszeit nach dem Krieg entstanden ein zunehmender Pazifismus und die Verfluchung der technischen Massenvernichtung im Rahmen einer radikalpazifistischen Stoßrichtung. Somit standen nicht mehr (wie im Frühexpressionismus) Fantasien düster-morbider Visionen im Vordergrund, sondern politisch linksradikale Modelle einer (alternativen) neuen Gesellschaft, wobei oft die eigentliche soziale Botschaft hinter vagen, nicht näher bezeichneten Erlösungsutopien in den Hintergrund tritt.
Vertreter aus der Dramatik sind Ernst Toller oder Ernst Barlach mit politisch motivierten Texten (viele davon auch als Bühnenstücke umgesetzt). Unter den Expressionisten herrschte noch immer ein großes Zusammengehörigkeitsgefühl, so dass sich Vereinigungen wie „Der Charon“ bildeten. Diese gaben Zeitschriften wie Der Sturm, Der Brenner, Die Aktion, Das neue Pathos oder Die Brücke heraus. Letztere wurde von 1911 bis 1914 von Karl Röttger herausgegeben, um die Ideen der „Charontiker“ bekanntzumachen.
Diese Publikationen versuchten die Programme dieser Bewegung öffentlich zu kommunizieren, darunter der revolutionär-marxistische Aktivismus in den Ziel-Jahrbüchern Kurt Hillers. Der Gedanke der Menschheitserneuerung durch das Dichterwort zeigt die Naivität der Expressionisten nach dem Zusammenbruch der Räterepublik nach dem Krieg. Autoren wie Bertolt Brecht wandten sich deshalb von den eigenen Idealen ab und sahen mit Frank Thiess das „Ende der Republik“ gekommen. Antworten darauf finden sich im Dadaismus und in der Neuen Sachlichkeit (eigentlich die Resignation auf die Ideale des Expressionismus). In den 30er Jahren äußerte Georg Lukács den umstrittenen Vorwurf, der Expressionismus habe eine „Affinität zum Faschismus“. Das Erbe des Expressionismus ist eher im Surrealismus zu suchen und der Beeinflussung jüngerer Autoren wie Friedrich Dürrenmatt.

## Weitere Vertreter des Expressionismus und das Ende der Epoche
In den Zeitschriften wurden politische Thesen und sozialistische Forderungen veröffentlicht. Vielfach handelten Texte von Themen wie Frieden, Weltverbrüderung von zahlreichen heute nicht mehr bekannten Autoren und Journalisten.
Nicht wenige Expressionisten fühlten sich zum Sozialismus als einem neuen Ideal hingezogen. Sie verurteilten den aufkommenden Nationalismus, in dem sie eine Bedrohung sahen. Einige, wie Nolde, waren NSDAP-Mitglied und Maximilian Rosenberg empfahl den Expressionismus als „Deutsche Kunst“. Mit der Bücherverbrennung 1933 in Deutschland setzte eine Behinderung und ab 1937 eine Verfolgung expressionistischer Künstler ein. Ob der Nationalsozialismus das Ende der Epoche herbeigeführt bzw. beschleunigt hat, ist spekulativ, da nach 1925 nur noch wenige bedeutende Werke erschienen, die expressionistisch geprägt sind, und die gesellschaftlichen Umstände, in die der Expressionismus eingebettet gewesen war, sich grundlegend gewandelt hatten.

## Bedeutende Autoren der Epoche

### Dramatiker
- Ernst Toller (1893–1939)
- Ferdinand Bruckner (1891–1958)
- Franz Theodor Csokor (1885–1969)
- Georg Kaiser (1878–1945)
- Reinhard Goering (1887–1936)
- Walter Hasenclever (1890–1940)
- August Strindberg (1849–1912)
- Eugene O’Neill (1888–1953)
- Hans Kaltneker (1895–1919)

### Lyriker
Unter Lyriker sind auch bedeutende expressionistische Verfasser von Erzählungen und Novellen aufgelistet, so Gottfried Benn und Georg Heym.
- Johannes R. Becher (1891–1958)
- Franz Richard Behrens (1895–1977)
- Gottfried Benn (1886–1956)
- Ernst Blass (1890–1939)
- Paul Boldt (1885–1921)
- Theodor Däubler (1876–1934)
- Arthur Drey (1890–1965)
- Albert Ehrenstein (1886–1950)
- Yvan Goll (1891–1950)
- Herbert Grossberger (1890–1954)
- Ferdinand Hardekopf (1876–1954)
- Max Herrmann-Neiße (1886–1941)
- Georg Heym (1887–1912)
- Kurt Heynicke (1891–1985)
- Jakob van Hoddis (1887–1942)
- Julius Talbot Keller (1890–1946)
- Klabund (1890–1928)
- Wilhelm Klemm (1881–1968)
- Georg Kulka (1897–1929)
- Else Lasker-Schüler (1869–1945)
- Alfred Lichtenstein (1889–1914)
- Oskar Loerke (1884–1941)
- Karl Otten (1889–1963)
- Werner Riegel (1925–1956)
- Maximilian Rosenberg (1885–1969)
- Ludwig Rubiner (1881–1920)
- Hans Schiebelhuth (1895–1944)
- Ernst Stadler (1883–1914)
- August Stramm (1874–1915)
- Georg Trakl (1887–1914)
- Franz Werfel (1890–1945)
- Alfred Wolfenstein (1883–1945)
- Paul Zech (1881–1946)

### Erzähler und Essayisten
| - Alfred Döblin (1878–1957) - Kasimir Edschmid (1890–1966) - Carl Einstein (1885–1940) - Leonhard Frank (1882–1961) - Mynona/Salomo Friedlaender (1871–1946) - Paul Hatvani (1892–1975) - Kurt Hiller (1885–1972) - Franz Jung (1888–1963) - Bohuslav Kokoschka (1892–1976) - Arthur Kronfeld (1886–1941) - Maria Lazar (1895–1948) - Mela Hartwig (1893–1967) - Robert Müller (1887–1924) - Kurt Münzer (1879–1944) - Gustav Sack (1885–1916) - René Schickele (1883–1940) - Lothar Schreyer (1886–1966) - Fritz von Unruh (1885–1970) |

### Vertreter anderer literarischer Richtungen
(Die zunächst unter dem Einfluss des Expressionismus standen, sich dann abwandten oder ihm nicht eindeutig zuzuordnen sind)
- Franz Kafka (1883–1924): Gespräch mit dem Beter (1909).
- Hanns Johst (1890–1978): Der Einsame (1917), später Blut- und Bodenliteratur.
- Hans Fallada (1893–1947): Der junge Goedeschal (1920); Neue Sachlichkeit.
- Oskar Maria Graf (1894–1967): Wir sind Gefangene. Ein Bekenntnis (1927); Volksliteratur.
- Arnolt Bronnen (1895–1959): Vatermord (1920); Literatur des soldatischen Nationalismus (20er Jahre, konservative Revolution).
- Bertolt Brecht (1898–1956): Baal (1918/1919) und Trommeln in der Nacht (1919); Literatur der Weimarer Republik und Exilliteratur.

- Wolfgang Borchert (1921–1947): Draußen vor der Tür (1946/1947); Kahlschlagliteratur.
- Friedrich Dürrenmatt (1921–1990): Ein Engel kommt nach Babylon (1953), Malerei, später absurdes Theater.
- Max Frisch (1911–1991)

## Gattungsspezifika des Expressionismus

### Lyrik
Am besten waren die Gedanken der „Epoche des Ausdrucks“ in der Lyrik auszudrücken. In ihr konnten die Probleme besonders klar schon von der Wurzel angesprochen werden. Ausdrucksfülle sollte die unmittelbaren, nicht selten anklagenden Gefühle mitteilen.
Bedeutend für die expressionistischen Dichter waren nicht die eigene Situation und persönliche Schwierigkeiten, also nicht die eigene Persönlichkeit, sondern die Beziehungen aller Menschen untereinander. Fortlaufend wurde an Humanität, Menschenliebe (so u. a. in Franz Werfels „Der Weltfreund“) und Frieden appelliert; Krieg, (Völker-)Hass und Tod waren dagegen, insbesondere für die kriegsteilnehmenden Dichter, „Horrorvision“ und Angriffspunkt (Gedichte wie „Der Krieg“ von Georg Heym, „Grodek“ von Georg Trakl, „Der Aufbruch“ von Ernst Stadler).
Kennzeichen expressionistischer Lyrik sind:
- Reihungsstil: (Auch parataktischer Stil oder Parataxe) Darunter versteht man die Aneinanderreihung kurzer Hauptsätze, die weder syntaktisch noch logisch miteinander verbunden sind. Das semantisch Disparate dient dazu, die Befindlichkeit des Sprechers auszudrücken, der die angetroffenen Teilaspekte der Wirklichkeit nicht mehr zu einem geordneten Ganzen verbinden kann, sondern dieser Wirklichkeit ratlos gegenübersteht. Zum Beispiel: „An einem Fenster klebt ein fetter Mann. / Ein Jüngling will ein weiches Weib besuchen. / Ein grauer Clown zieht sich die Stiefel an. / Ein Kinderwagen schreit und Hunde fluchen.“ (Alfred Lichtenstein)
- Metaphorik unter anderem
  - Chiffren. Zum Beispiel: „Südlichkeiten“ (Gottfried Benn)
  - Konnotationen. Zum Beispiel: „ein weiches Weib“ (Alfred Lichtenstein)
  - Neologismen. Zum Beispiel: „beglänzt vom Morgen“ (Ernst Wilhelm Lotz); insbesondere originelle Composita sind für die expressionistische Literatur sehr typisch: „Normaluhr du am Potsdamer Platz, bahnhofsauffahrtvorgepflanzt“ (Curt Corrinth)
  - Wortfetzen. Zum Beispiel: „Ein Blick / Hat / Ist! / Wahnnichtig / Icht!“ (August Stramm)
- Dynamisierung der Sprache durch eine Vielzahl an Verben der Bewegung. Zum Beispiel: „Augen tauchen blaken sinken / Flüstern plätschert / Blüten gehren / Düfte spritzen / Schauer stürzen / Winde schnellen prellen schwellen“ (August Stramm)
- Variation der gebräuchlichen Syntax und Grammatik. Zum Beispiel: „Einrauschte er in die Dämmerung“ (Gottfried Benn)
- Telegrammstil (kurz, Ellipsen, einzelne Wörter). Zum Beispiel: „– man muß manches opfern – aber nur den Kopf nicht sinken lassen –, erhebt die Herzen, – Sursum corda – der gestirnte Himmel – das dienende Glied.“ (Gottfried Benn)
- Sprachverknappung (Weglassen von Artikeln, Partikeln, Füllwörtern). Lothar Schreyer hat dies in seinem Aufsatz „Expressionistische Dichtung“ (1918) an der Formulierung „Die Bäume und die Blumen blühen“ aufgezeigt, aus der Schritt für Schritt nur noch „Baum blüht Blume“ wird.
- Worthäufung (Accumulatio). Zum Beispiel: „Wirr / Wirren / Wirrer / Immer wirrer / Durch / Die Wirrnis“ (August Stramm)
- Ironie. Zum Beispiel: „An einem Fenster klebt ein fetter Mann.“ (Alfred Lichtenstein)
- Mensch wird zum Objekt, Gegenstand zum Subjekt (Depersonalisierung/Anthropomorphisierung). Zum Beispiel: „schon geschah ihm die Olive“ (Gottfried Benn)
- Darstellung von Tabuthemen (Hässlichkeit, Chirurgie, Krebs, Hinrichtung, Wahnsinn). Zum Beispiel Gottfried Benns Gedicht „Mann und Frau gehn durch die Krebsbaracke“: „Komm, hebe ruhig diese Decke auf. / Sieh: dieser Klumpen Fett und faule Säfte.“
- Traditionelle Versformen wie Sonette, die einen Gegensatz zum Chaos des Inhaltes bilden, wobei hier die Mittelzäsur und der jambische Sechsheber in den Quartetten und der korrespondierende Schweifreim in den Terzetten fehlt, zum Beispiel bei Georg Heym.
- Dissoziation: Auflösung von Bewusstseinszusammenhängen. Zum Beispiel: „Mich stäubt Zermalmung an“ (Gottfried Benn)
- Personifikation von Naturgewalten, aber auch von ‚menschlichen‘ Gewalten wie dem Krieg und der Großstadt (zum Beispiel Georg Heym: „Der Krieg“ oder „Der Gott der Stadt“)
- deformierte Menschen. Zum Beispiel: „Dachdecker stürzen ab und gehn entzwei“ (Jakob von Hoddis)
- Ekstase. Zum Beispiel: „Groß glühte heran der Hafenkomplex“ (Gottfried Benn)
- Pathos. Zum Beispiel: „Mein einziger Wunsch ist, dir, o Mensch, verwandt zu sein!“ (Franz Werfel)
- Substantivierungen. Zum Beispiel „ein Lösen“ oder „War da die Lockung da, die Frau, das Strömende“ (Gottfried Benn)

### Epik
Die expressionistische Epik knüpfte in ihrer drastischen Darstellung menschlicher Schicksale an Fjodor Michailowitsch Dostojewskis Realismus und dem Naturalismus, im rebellischen Gestus an die gesellschaftspolitischen Dramatiker des wilhelminischen Deutschlands, darunter Frank Wedekind und Oskar Panizza, in der Wahl der technischen Erzählmittel an Heinrich von Kleists dynamisierte Figuration wie Depersonalisation an. Der Perspektivwechsel von Innen und Außen rezipiert Georg Büchners Erzählung Lenz, welcher von der Vorgängergeneration, den Naturalisten, entdeckt wurde. Einen indirekten Einfluss hatte Heinrich Manns Ästhetizismus als Negativbild und seine satirische Gesellschaftskritik als direkter Vorläufer für die aktionistische Haltung der jungen Generation. In der Prosa dienten neben Erzählern besonders Dichter wie Friedrich Hölderlin, Charles Baudelaire, Stéphane Mallarmé, Arno Holz und der Expressionist August Stramm als stilistische Vorbilder. Nichtdeutschsprachige Erzähler wie William Beckford mit seinem exotischen Roman Vathek und der Norweger Knut Hamsun, der in Hunger und Mysterien mit seinen kraftvollen impressionistischen Naturschilderungen, der Inszenierung von Vitalität und Schrecken, der literarischen Figur des präadamitischen Menschen und der Sprengung einer oberflächlichen, realistischen Darstellung durch eine Anhäufung von Tatsachen, die Literatur um die Jahrhundertwende erneuerte, wurden ebenso wie die Sprachartistik Jean Pauls rezipiert. Der Einfluss der Barockliteratur auf die Lyrik wird in der Literaturwissenschaft weiterhin diskutiert, doch zeigen sich auch in der Prosa Parallelen im Lebensgefühl, in der Akkumulation von Bildern unter Aussparung des direkten Vergleiches und besonders in der sprachlichen Demonstration von Sparsamkeit und Fülle, wenngleich weniger unter barocker Vorzeichen, als in Nachfolge der deutschen Romantik, vor allem Friedrich Nietzsches und Richard Wagners als Wechselspiel von Anspannung und Auflösung. Auffällig ist ein enumerativer Stil, welcher einerseits die Totalität der Welt wie ihre Vielfalt und Brüchigkeit zum Ausdruck bringt, andererseits eine textliche Gegenutopie zu den Vorstellungen der Elterngeneration generiert. Ähnlich den italienischen Futuristen entwickelte Carl Einstein in seiner 1909 erschienenen Erzählung Bebuquin eine assoziative, die Syntax auf ihre Zeichen- und Inhaltsebene dekonstruierende Schreibweise. Die Ablehnung der Psychologie als kausale Erklärung menschlicher Motive eint alle Prosaautoren. Die Gedrungenheit der Syntax, eine durch Auslassungen von Worten oder Satzzeichen erlangte Dynamisierung, die Darstellung des unzureichenden Ausdrucks durch Erweiterung der Schriftsprache, das wechselnde Fokussieren wie das Vermeiden einer zuordenbarer Figurensprache, stellen bisweilen eine Barriere zwischen dem Leser realistischer Literatur und der expressionistischen Prosa dar.
Die wichtigsten Erzählungen, oftmals zur Gattung der Groteske gehörend, erschienen vor dem Ersten Weltkrieg, darunter Alfred Döblins Ermordung einer Butterblume (verfasst 1905, veröffentlicht 1910), Robert Musils Vereinigungen (1909), Gottfried Benns Gehirne (1916), Gustav Sacks Im Heu (verfasst 1915), Franz Werfels Der Tod des Kleinbürgers (1927) und Georg Heyms Der Dieb (1913). Stark vom Expressionismus beeinflusst ist Leonhard Franks einst vielgelesener Roman „Die Räuberbande“ (1914). Der expressionistische Roman Die drei Sprünge des Wang-lun (1915) von Döblin erlangte durch die Aufkündigung des Fortschrittsglaubens, seiner ideellen Stoßrichtung und expressionistischen Darstellungskunst Bekanntheit bei Schriftstellerkollegen wie Lesern. Die Zahl weiblicher Romancière ist gering, eine Ausnahme stellt Maria Lazars Debütroman Die Vergiftung als wohl bedeutendster weiblicher Beitrag des Expressionismus dar. 1920 erschien mit Döblins zweibändigem Wallenstein nicht nur eines der wichtigsten expressionistischen Erzählwerke, sondern auch ein bedeutender historischer Roman der deutschsprachigen Literatur. Ähnlich wie die Romane Döblins ist das erzählerische Werk Hans Henny Jahnns durch eine drastische Darstellung von Gewalt und Sexualität als Zugeständnis an die Natürlichkeit des Menschen gekennzeichnet, wenngleich beide eine humanistische und pazifistische Einstellung vertraten. Neben dem epischen Roman, als deren wichtigste Vertreter Döblin und Jahnn zählen, etablierte sich in Nachfolge von Carl Einstein der essayistische Roman, auch Denkroman (Müller) oder Mosaikroman (Döblin) genannt, welcher durch geistige Reflexionen bestimmt ist, darunter Robert Müllers Reisebericht Tropen wie Otto Flakes Die Stadt des Hirns (1919) und Nein und Ja (1921) fallen. Die erzählerischen Mittel des Expressionismus sollten noch über die Epoche hinaus von Bedeutung bleiben: einerseits wegen schriftstellerischer Kontinuitäten – so erschien Döblins Berlin Alexanderplatz wie Musils Fragment Der Mann ohne Eigenschaften, welcher den Denkroman in eine epische Form überführen sollte – zur Zeit der Weimarer Republik. Andererseits in Achtung vor ihrer Zerstörung durch die Nationalsozialisten (Asphaltliteratur) sowie persönlich-institutioneller Verbindungen (Die Zeitschrift Das goldene Tor) und andererseits auch zwecks Behauptung einer eigenständigen deutschen Literatur nach 1945 als Gegenprogramm zum starken US-amerikanischen Einfluss.

### Dramatik
Im Drama konnten expressionistische Schriftsteller ihre Ideen der Wandlung wirkungsvoll demonstrieren. Daher übernahm es damals neben der beherrschenden Lyrik eine wichtige Rolle. Die Geburt des neuen, gewandelten Menschen wurde gezeigt und exemplarisch vorgeführt (z. B. Die Wandlung von Ernst Toller). Die äußere Form folgte dabei oft dem Bauprinzip des sogenannten Stationendramas.
Unterstützt wird das Drama durch Musik, Tanz, Pantomime, Bühnenbild und Lichteffekte. Die Personen werden nicht als individuelle Wesen, sondern typisiert dargestellt („Mann“, „Frau“, „Tochter“, …). Die Charaktere werden oft übersteigert oder grotesk verzerrt, um die Seele aufzudecken; oftmals fehlt die Ausgestaltung der individuellen Wesenszüge. Meist wurde als Hauptfigur ein junger Mensch ins Zentrum gesetzt, der Konflikte mit den Schicksalsgewalten, mit der engstirnigen Gesellschaft oder mit dem eigenen Vater austrug.

## Veröffentlichungspraxis
Um die Veröffentlichung von Texten vieler zu Beginn teilweise noch unbekannter Autoren zu ermöglichen, wurden eine Anzahl von Verlagen gegründet. Bedeutsam war dabei neben der Herausgabe von Anthologien die Veröffentlichung von Reihen meist als Broschuren teilweise mit Illustrationen, in denen Erstlings- und Frühwerke vieler heute bedeutender Autoren wie Gottfried Benn, Franz Kafka oder Else Lasker-Schüler veröffentlicht wurden:
- Alfred Richard Meyer: Lyrische Flugblätter (1908 – 1918)[12]
- Kurt Wolff: Der Jüngste Tag (1913 – 1921)
- Franz Pfemert: Der rote Hahn (1917–1925)[13]
- Paul Steegemann: Silbergäule (1919 – 1922)[14]